# Mare liberum
Mare Liberum (La llibertat dels mars) és una obra d'Hugo Grocio, jurista de les Províncies Unides dels Països Baixos, publicada en 1609. Defensa la llibertat de navegació a alta mar.

## Contingut
L'obra d'Hugo Grocio reflecteix una qüestió palpitant a l'època de l'autor: la conveniència de la lliure circulació d'embarcacions pels oceans del món –no així les zones costaneres, que pertanyen a l'àmbit del mar territorial i són competència de cada estat en particular -. Així mateix, Grocio exposa les seves idees sobre el comerç -vital per als holandesos-, i activitats com la pesca, que considera incompatibles amb el concepte de mare clausum, que defensaven les potències d'Anglaterra, Espanya o Portugal. Aquest llibre, que podria considerar-se un opuscle, és el capítol XII de l'obra De Indis (Sobre les Índies), que va romandre inèdita i només va ser redescoberta el 1868 i publicada sota el títol De Iure Praedae (Sobre el dret de captura). En principi, el llibre de Grocio pretenia ser una justificació jurídica d'un sucós botí obtingut mitjançant la confiscació per part dels holandesos de la fragata portuguesa Santa Catarina. En el capítol XII esmentat es va convertir en un al·legat que proclamava la llibertat de navegació, comerç i pesca dels navilis a alta mar com un dret inalienable per a totes les nacions.
Grocio declarava poc convincent l'argument esgrimit per les butlles papals del segle xv (entre elles les butlles alexandrines), que havien atorgat la propietat de la major part del món conegut als regnes de Portugal i de Castella; potències que més endavant es van repartir les seves esferes d'influència als Tractats de Tordesillas i de Saragossa. El jurista holandès, protestant, no reconeixia l'autoritat del papat en aquesta qüestió, i en tot cas -afirmava Grocio-, el seu dictamen només afecta els països en litigi i no així la resta de l'orbe, per la qual cosa tampoc afectaria aquells considerats com a infidels en l'àmbit cristià.
Grocio va reprendre l'argument de l'autor clàssic Ulpiano segons el qual els oceans eren il·limitats com ho és l'aire, i no pertanyien a cap persona o nació en particular. El dret del seu ús i gaudi era comú - res communis -, ja que a l'origen no eren propietat de ningú - res nullius -.

## Recepció i crítiques
L'opuscle Mare Liberum va tenir gran repercussió, i els defensors de la idea del mare clausum van contraatacar: aquest va ser el cas de l'escocès William Welwod a la seva obra De domini maris (Sobre el domini dels mars), datada el 1615, on va acusar Grocio de justificar la pesca abusiva dels Països Baixos en aigües d'Escòcia.
El jurista holandès va contestar a les crítiques de Welwod en un nou llibre, Defensa del cinquè capítol de Mare Liberum contra William Welwod, que no es coneixeria fins a 1872. Sens dubte, la rèplica a l'escrit de Grocio més destacada va ser l'obra Mare clausum de John Selden, publicada el 1635. Val a dir també l'estudi del monjo portuguès Serafín Freitas, De justo imperium lusitanorum asiatico adversus Grotti Mare Liberum datada el 1625. Recentment s'ha trobat la que es podria considerar la rèplica escrita més primerenca: l'atribuïda al pare jesuïta Nicolás Bonaert, nascut a Brussel·les el 1564. El manuscrit data de 1610, un any després de la publicació de l'opuscle grocià, i es titula Minos seu Mare Tutum, i ha estat estudiat per investigadors de l'Institut de Ciències Jurídiques del CSIC. Se suposa que aquesta obra incompleta no va arribar a veure la llum per decisió expressa de la Corona espanyola, que la va declarar inconvenient en haver-se signat recentment la Treva dels dotze anys amb les Províncies Unides.
El deute que va contreure Hugo Grocio amb diversos filòsofs il·lustres de l'època, com Francisco de Vitoria, màxim exponent de l'Escola de Salamanca, o Fernando Vázquez de Menchaca, va ser immens, i així ho va reconèixer públicament, expressant a més la seva admiració i reconeixement cap als mateixos.
Mare Liberum va constituir una autèntica fita que va establir les bases modernes del Dret internacional marítim. Grocio va recolzar les seves tesis en el dret natural i en el dret de gent tradicional, però va passar a la posteritat en aconseguir ampliar una reivindicació particular de les Províncies Unides sobre el trànsit de mercaderies amb les Índies Orientals al dret de tots els països a navegar i comerciar lliurement. Aquesta llibertat s'exerciria de comú acord, i sota unes normes que podrien restringir-la o fins i tot anul·lar-la -en certs casos per bones raons, com passa actualment quan hi ha impacte ecològic notori provocat per un vaixell-, o simplement a causa de la protecció de les costes de cada nació i de les seves aigües territorials.